# Natchez (Volk)

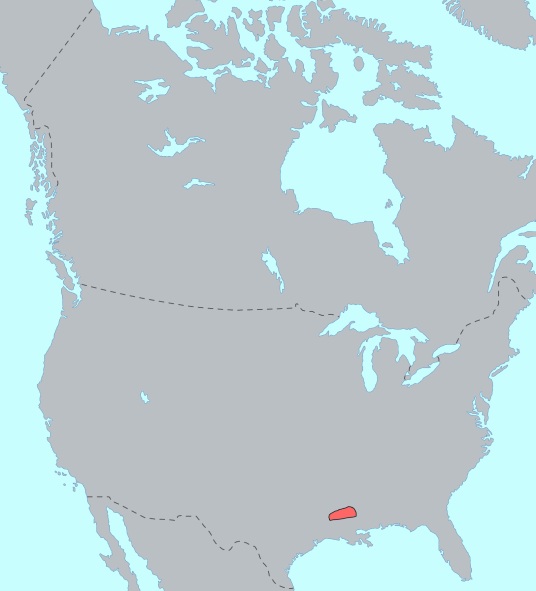
Natchez

Natchez  oder Nauchee (auch Nah'-Chee, abgeleitet von der Eigenbezeichnung W'Nahk'-Chee ,schnelle Krieger‘ oder aus dem Choctaw Nahni-Sakti Chata ,Krieger der hohen Klippe‘) waren ein indianisches Volk, dessen Sprache, die im Jahre 1957 ausstarb, zu keiner bekannten Sprachfamilie gehört (isolierte Sprache), möglicherweise aber entfernt mit der Muskogee-Sprachfamilie verwandt ist. Sie lebten im Gebiet des heutigen Bundesstaates Mississippi und teilweise in den benachbarten Bundesstaaten. Der Name Natchez geht auf die französischen Einwanderer zurück. Die Natchez selber nannten sich ursprünglich Théoloels, was so viel bedeutet wie „Menschen der Sonne“.

## Kultur und Religion
Ihre Kultur gilt als letzter Repräsentant der Mississippi-Kultur. Die Natchez bauten Erdpyramiden und nannten die Herrscher ihres theokratischen Häuptlingstums Die große Sonne, während die unterste Klasse des Volkes Stinker genannt wurde. Im Zentrum ihrer Religion stand Coyocop-Chill, ein Hoch- und Schöpfergott, der (in vermutlich pantheistischer Weise) mit der Sonne gleichgesetzt wurde, und im Ursprungsmythos einen „sonnengleich strahlenden“ Kulturheros – der ein Verwandter des Gottes war – und seine Frau zu den Menschen schickte, um ihnen moralische Lebensregeln zu bringen, die den Zehn Geboten ähneln. Die Natchez-Häuptlinge und ihre Herrschersippen führten ihre Linie auf diese Götterboten zurück und sie allein hatten Zugang zum Tempel der Sonne und des Feuers und konnten mit Coyocop-Chill kommunizieren. Daher genossen sie beinahe göttliche Verehrung. Die große Sonne brachte jeden Morgen stellvertretend für sein Volk ein Rauchopfer mit der Heiligen Pfeife zur Begrüßung der Sonne dar. Für das Volk gab es darüber hinaus verschiedene rituelle Spezialisten (Regenmacher, Heiler usw.).

## Geschichte
Seuchen und vier verlorene Kriege (First, Second and Third Natchez War sowie der Natchez-Aufstand) gegen die Franzosen zerstörten auf Dauer den Stamm und seine Kultur.
Einige Überlebende zerstreuten sich unter die benachbarten Stämme, wie Muskogee, Chickasaw und Choctaw und vermischten sich mit ihnen.
Heute existieren nur noch ungefähr 5.000 Natchez, vor allem in Mississippi, aber auch in Alabama und teilweise in Georgia.
Ihre Blütezeit hatten die Natchez im 18. Jahrhundert, als es rund 22.000 von ihnen gab.